# Platin-Cobalt-Farbzahl
Die Platin-Cobalt-Farbzahl (kurz Pt/Co), auch APHA-Hazen-Farbzahl nach ihrem Erfinder Allen Hazen, wurde 1892 zu Untersuchung von Abwässern entwickelt. Die Proben werden kolorimetrisch in genormten Gefäßen gegen eine saure Lösung von Kaliumhexachloroplatinat(IV) und Cobalt(II)-chlorid verglichen, die einer Farbzahl entsprechend ihrem Platingehalt zwischen 0 und 500 (mg/l) zugeordnet sind. Die Methode ist spezifisch für gelbliche Färbungen.

## Normen
Das Verfahren wird genau in folgenden internationalen und nationalen Normen beschrieben:
- ASTM D 1209 (2005): Standard Test Method for Color of Clear Liquids (Platinum-Cobalt Scale)
- BS 5339 (1976): Measurement of Colour on Hazen Units (Platinum-Cobalt Scale)
- ISO 2211 (1973): Flüssige chemische Produkte; Farbmessung in Hazen-Einheiten (Platin-Cobalt-Skala)
- DIN EN ISO 6271 (2005): Bestimmung der Farbe klarer Flüssigkeiten nach der Platin-Cobalt-Skala